# أساطير إسكتلندية
الأساطير الاسكتلندية هي مجموعة من الأساطير التي نشأت عبر تاريخ إسكتلندا، وسعتها أحيانًا الأجيال المتعاقبة، ورفضتها أحيانًا واستبدلت بها قصصًا شارحةً أخرى.

## أساطير الطبيعة

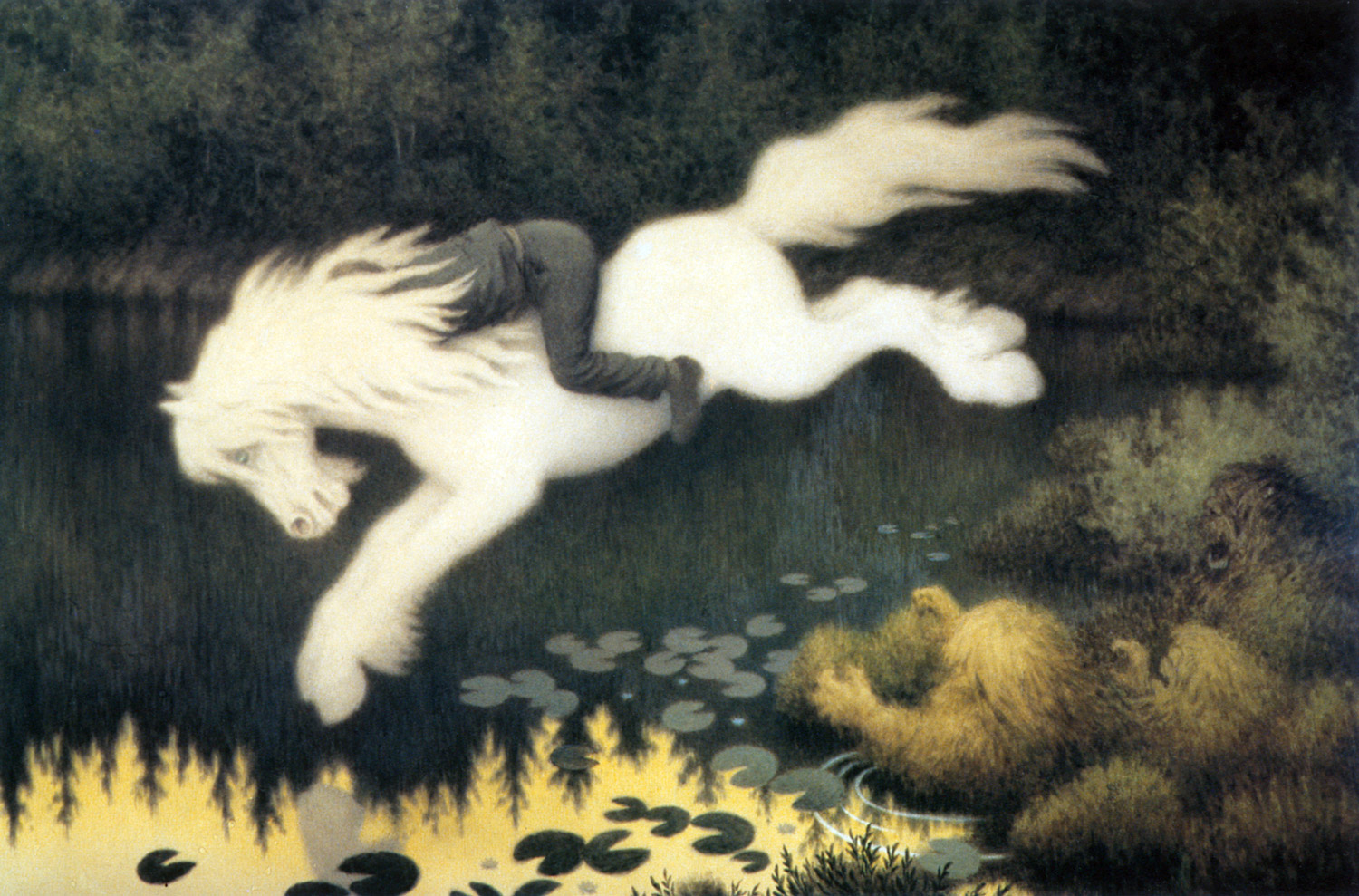

تشترك القصص والأساطير الاسكتلندية بصفة عامة بأنها تتحدث عن الحياة في الأزمنة القديمة، بعيدًا عن وصف طبيعة البلاد في الفصول المختلفة للسنة. كان يُعتَقَد أن بيرا، ملكة الشتاء، تمسك بالبلد بقبضة حازمة، إذ تنشئ العواصف في يناير وفبراير حتى تمنع نمو الخضار. وكانوا يصورونها على هيئة امرأة عجوز شديدة وحشية، أثارت أفعال كوريفريكان العشوائية، حتى يهطل الثلج وتأتي السيول وتفيض الأنهار. كان يعزى إليها إلى جانب ذلك خلق الجبال والبحيرات.
تختلف الأساطير الاسكتلندية عن الأساطير الإغريقية والرومانية من ناحية تحدثها عن جوانب متنوعة عن الطبيعة. في هذا السياق، نجد أقوى الآلهة وأشدها إخافةً بيرا التي تحكم الشتاء طول مدته. ثم فجأةً تتنازل عن حكمها في الفصل التالي لثنائي الملك والملكة ليستمتعوا بقوتيهما المتساويتين في هذا الفصل. تتشابه هذه الأسطورة والأسطورة الشائعة عند شعب المايا التي تتكلم عن القوة الأنثوية في «الخلق والدورة السنوية». مع هذا، يقول دونالد ماكنزي في كتابه حكايات العجائب الاسكتلندية من الأسطورة والخرافة إن الآلهة المؤنثة في الأساطير الاسكتلندية لم تكن مقدسة ممجدة كالآلهة المؤنثة عند الإغريقيين القدماء.
كانت أنهار اسكتلندا تعد مساكن الإلهات، وكانت خصال كل إلهة تُلصق بالنهر الذي تسكنه، فنهر فورث مثلًا يُسمى «النهر الصامت أو الأصم» بسبب جريانه الصامت، ونهر كليد يُسمى «النهر المطهر» لأنه أخرج الأوساخ وطهر المكان فأخرج «الطين والوحل» في موسم فيضانه.

### العفاريت
كانت الإلهات الكلتية ذوات سلطة، وكنّ مرتبطات بالخصوبة الأنثوية والألوهة المؤنثة والأرض. في الأزمنة الغابرة، كانت الأرض الكلتية ومجتمعاتها الوطنية مرتبطة بجسد الإلهة (تسمى أيضًا «إلهة القبيلة») وكانت تمثلها على الأرض الملكة. من «التناقضات» الأخرى في الأساطير الاسكتلندية فكرة «العفريتة»، والإلهة، وكيليكس الغيلية، والعملاقة، وهي كائن إلهي مضر وشرير. كانت العفريتة تعد أيضًا «شافية» ومساعِدة في الولادة، وهي إلهة يُقال إن لها نسبًا قديمًا وعمرًا طويلًا جدًا، وكانت تعد أيضًا «خالقة وهادمة، طيبة وشرسة، أمًّا ومربية، في آنٍ معًا».

## الأساطير الوطنية
نشأت عدة أساطير عن أصول الاسكتلنديين عبر فترة وجودهم التاريخي، لأهداف عديدة متنوعة.
من هذه الأساطير، الرواية التاريخية الزائفة لتأسيس الشعب الإسكتلندي، التي تظهر في شكلها المتبنى في الكتاب اللاتيني حياة القديس كاثروي الميتزي في القرن العاشر. تدعي هذه الأسطورة أن مستوطنين من آسيا الصغرى الإغريقية عبروا البحار ووصلوا إلى كروكان فيلي «جبل أيرلندا»، ولعله هو نفسه كروكان إيلي، مكان معروف في سير القديسين الأيرلنديين منذ كتاب كولكتانيا الذي كتبه القس تيريكان. عندما كانوا يبحرون عبر أيرلندا، من كلونماكمويز وأرماغ وكليدار إلى كورك ثم إلى بانغور، كانوا يتصارعون مع شعوب البيكتاني. عبروا بعد فترة البحرَ الأيرلندي ليغزوا كاليدونيا شمال بريطانيا الرومانية، واحتلوا إيونا وحاولوا احتلال مدن ريغموناث وبيلاثور. تردد ذكر هذه الأماكن الأخيرة مع ظهور سينريمونيد وسينبيلاثوار في كتاب تاريخ ملوك ألبا. ثم سميت المناطق التي احتُلت سكوتيا، نسبةً إلى سكوتا، وهي زوجة القائد نيل (أو نيول) الإسبارطي المصرية، ثم تحول الشعب إلى المسيحية على يد القديس باتريك.
ما إن تبنى البيكتيون الثقافة الغيلية حتى غابت خصالهم القديمة عن الذاكرة، وملأت العناصر الشعبية فراغات التاريخ. فُسر «اختفاؤهم المفاجئ» بمذبحة جرت على مأدبة أقامها كينيث ماك ألبين (وهذا عنصر فلكلوري عالمي)، ونُسبت إليهم قوى كالتي تنسب إلى الجنيات، إذ قيل إنهم يخمرون الخلنج حسب وصفات سرية، ويعيشون في غرف تحت الأرض. في القرن الثامن عشر، اختير البيكتيون ليكونوا عرقًا جرمانيا. يرجح أن البيكتيين الكاليدونيين كانوا شعوبًا كلتية منعزلة مرتبطة بالغيليين والقبائل البريثونية والغاليين. انحدرت القبائل الجزيرية في معظمها من الشعوب الإسبانية الكلتية والنيوليثية.
كانت في الأجزاء الكلتية من اسكتلندا، المعروفة بـ غيدهيلتاكد، بنى قديمة سابقة للمسيحية. في الجانب الأبعد من شمال غرب اسكتلندا صخور في قرية كالانيش في جزيرة لويس، في وضع عمودي قائم، وهو ما يشبه الستونهنج؛ بقيت هذه الصخور قائمة أكثر من 5 آلاف عام، ويُقال إنها كانت تستعمل لعبادة الشمس.

## فلكلور أوركني وشتلاند
يُقال إن السلكيين كانوا يعيشون كفقمات في البحر ولكنهم بعد ذلك بدلوا جلودهم ليصبحوا بشرًا يقطنون اليابسة. هذه الخرافة مشهورة أشد ما يكون في أوركني وشتلاند وتشبه كثيرًا خرافات الإوزات العذراوات.
المستذئبون مخلوقات حسنة الأخلاق. يُقال إن هذه الكائنات كانت تترك طعامًا للعائلات الفقيرة.

## الأساطير الدينية
قد تكون الأسطورة أحيانًا جزءًا من الفلكلور، ولكن ليست كل الأساطير من الفلكلور، ولا كل الفلكلور أسطوري. يركز المهتمون بالميثولوجيا على الكائنات غير الإنسانية (التي تسمى أحيانًا «خارقة للطبيعة») أشد التركيز. كان في الثقافة الاسكتلندية مجموعات كثيرة من هذه الكائنات، بعضها مختص ببعض الشعوب (الغيلية، أو الشمالية، أو الجرمانية، أو غيرها)، وبعضها نشأ بسبب الظروف الخاصة التي أحاطت باسكتلندا.
كانت الأوسسيج أو السيديكيان أو الجنيات آلهة غالية في اسكتلندا قبل المسيحية. ثم بدأت المسيحية تحل محل معظم الأساطير الأصلية، فقلصت قوة هذه الأساطير وشيوعها. جمع الأدباء الغيليون القروسطيون هذه الكائنات معًا تحت مصطلح التواثا دي دانان، وهي كائنات تشترك بخصال عديدة مع شخصيات أخرى في الأدب الكلتي. تعكس المعتقدات الشعبية عن البانشي بعض جوانب هذه الكائنات أيضًا، وتعكس خصال بعض الكائنات الخارقة الأخرى أنماطًا شعبية حول العالم. يشيع الإيمان بالأرواح الأسلافية والعمالقة الذين يساعدون في تشكيل الأرض ويمثلون قوى الطبيعة، وقد يكون هذا الإيمان إشارة إلى الروايات الأسطورية غير النخبوية.

## السيرة الآرثرية
تواترت الأساطير الآرثرية الاسكتلندية في اللغة الكلتية عبر أغاني الاسكتلنديين الغيلية مثل أغنية «أم برون بين». في السيرة الآرثرية، رُبي موردرد، ابن أخ الملك آرثر، في أوركني، وقيل إن قرية كاميلون في ستيرلينغشاير ربما هي «كاميلوت» الأصلية. وفي التراث، كان لآرثر ابن اسمه سميرفي مور.